# 海湾隧道
海湾隧道，也稱跨灣隧道，是美國舊金山灣區捷運系統的一部分，位于加州舊金山灣下方，西端銜接舊金山市中心內的市場街地鐵隧道，以東則銜接至柏克萊、奧克蘭（屋崙）等東灣地區。隧道长3.6英里（5.8），如果从隧道边最近的车站计算，长度共计6英里（10）。隧道在地表以下最深达到135英尺（41）。
隧道的部件在地面组装，再由船只运至施工现场，然后沉入海底并固定（将管壁用沙砾和海床固定）。这种沉管式隧道不同于在岩层中破土前进的鑽挖式隧道。
这条隧道是湾区地铁初期计划的最后一部分。除里奇蒙－費利蒙線外的所有地铁线都通过这里，所以此隧道是湾区地铁里最繁忙的区间，在高峰期每小时会有2.8万人次通过，最短班距只有2分半。地铁在隧道里可达到最高时速80英里每小時（130每小時）, 是均速36英里每小時（58每小時） 的两倍多。

## 构想与建设

### 早期构想
最早的跨旧金山湾海底隧道的概念是由旧金山的“怪人”——自称“美利坚皇帝”的诺顿一世在1872年5月12日提出的。他在同年9月17日再次“下达”了这个“旨意”，还威胁要以“抗旨”为由“逮捕”奥克兰和旧金山两市的市长。
这一概念被正式地提出是在1920年10月，由戈瑟尔斯少将，巴拿马运河的建造者提出。他的计划中考虑到了抗震的方面，提及了把隧道建在在湾区海底的海泥中，与今天的隧道几乎吻合。他预计的成本是50,000,000美元（相等於2024年的881,400,000美元）。不久后，在1921年7月，J. Vipond Davies和Ralph Modjeski又提出了隧道加桥梁的方案，这个方案和改良后的南部通道（从旧金山的使命岩和波卓洛角，向东至阿拉米達）很接近。两人同时指出了戈瑟尔斯将军的计划中，长距离公铁两用隧道潜在的通风问题，也暗示了仅通行电气化铁路隧道的可行性。
戴维斯和莫杰斯基的计划在1921年10月加入了其他12种跨湾通道方案，其中不少也是电气铁路方案。
1947年，一个联军委员会提议了海底隧道方案来解决已经服务了十年的海湾大桥的拥堵情况。这个建议后来在勒伯方案的可行性报告里被提出。

### 建造过程
防震方面的研究始于1959年，包括1960年的钻探和1964年的测试，以及在海床上安装的地震记录系统。由于初期研究中，受限于钻探和探测的精度，无法探明其中一块连续海床的信息，隧道被迫改道。新的线路尽量避开了这块海床，使隧道可以避免弯曲压力，自由地延申。
设计概念和线路调整在1960年7月完成。一份1961年的报告预估隧道的成本大概是132,720,000美元（相等於2024年的1,396,520,000美元）。施工于1965年开始，并在1969年4月3日，最后一节安放成功后完成，湾区地铁随后发行了镀铜铝制纪念币来纪念。在设施安装之前，一部分隧道在1969年9月11日向行人开放。

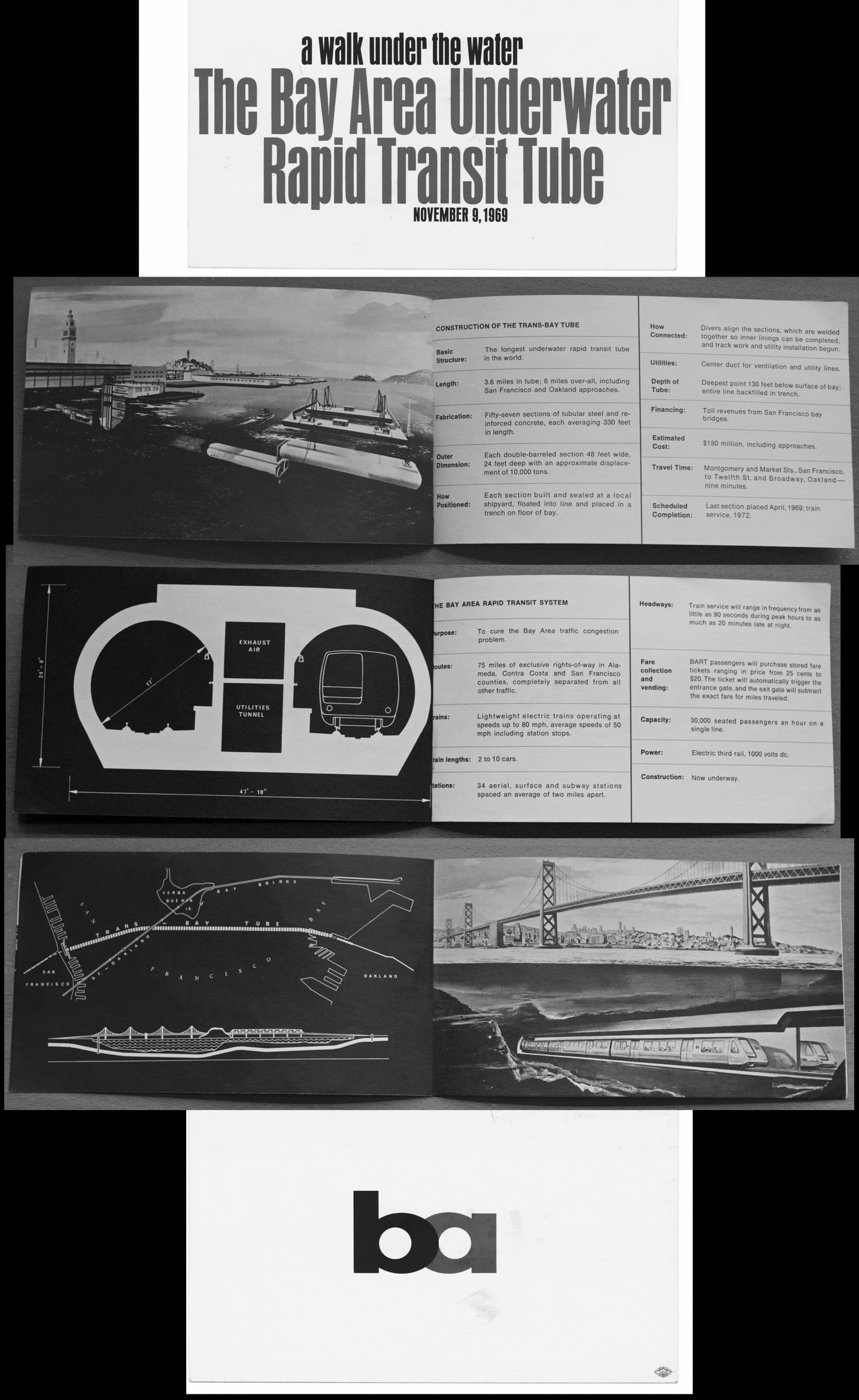
1969年11月9日的宣传册，标题“湾区海底地铁隧道 - 水下漫步”。彼时隧道的一部分已经完工，并开放为人行通道。

轨道和供电在1973年完成，随后在解决了加州公共设施委员会对于供电的自动调度系统的担忧后，隧道于1974年9月16日投入服务，比计划的时间晚了5年。首次试运行在1973年8月10日，一辆自动驾驶下的列车（编号222），载着包括湾区地铁工作人员、记者和政府要员在内的100名乘客，以68—70英里每小時（109—113每小時）的速度，用时7分钟，从奥克兰西站开往蒙哥马利站，尔后再以80英里每小時（130每小時）的全速，用时6分钟返回。
隧道被安放再一条宽60英尺（18）、深2英尺（0.61）并铺满砂砾的壕沟里。在开凿壕沟和铺砾石时，工程师从海床共凿出了5,600,000立方碼（4,300,000立方）的泥土，并使用激光来校准方向，保证壕沟和砾石的误差分别小于3英寸（76）和1.8英寸（46） 。
隧道共由57段组成，由伯利恒鋼鐵在70号码头的船坞制造，再由一条双体驳船载到海湾中间。在钢制外壳完工后，被水封的隔板也被安上并喷上水泥，形成2.3英尺（0.70）的内壁和道床。随后，这些小节被“浮”在规划路线的上方，驳船也被拴在海床上，作为临时的牵引平台。小节都被灌入重500短噸（450公噸）的砂砾，然后再降到海床上平铺着软土、泥浆和砂砾的壕沟里。当小节到位后，潜水员会将其与其他已经到位的小节连接起来，再移除小节之间的隔板，改用沙子和碎石组成的保护层包起来。为了防止海水的侵蚀，隧道采用了陰極防蝕作为保护。
计划共耗资1.8亿美元（相当于2016年的8.8亿美元）,其中9000万被用于隧道的建造，其余的用于铺轨、电气化、通风和列车控制设施。

### 配置

向南方望去，海底隧道的大致路线（黄线）。金银岛在左前方，旧金山金融区在右方，而奥克兰和阿拉米达在左后方。

隧道西端位于海湾大桥西桥脚北方，渡轮大厦附近地下，直通市区的市場街地鐵，在旧金山半岛和芳草地岛之间穿过大桥的西桥，东隧道口位于奥克兰第七街，880號州際公路西侧。
隧道共57小节，每节长度在273至336英尺（83至102）之间，平均长达328英尺（100），宽48英尺（15），高24英尺（7.3），重10,000短噸（9,100公噸）。为了保证路线，大部分小节都是笔直的，但其中有15节有水平方向的弯曲，4节有垂直方向的弯曲，2节在两个维度上都有弯曲。每节的造价将近1,500,000美元（相等於2024年的12,860,000美元），基于施工合同的90,000,000美元（相等於2024年的771,700,000美元） 总成本。外围的钢壳厚度0.625英寸（15.9）， 刚好能承受起自重和环的压力。 一位顾问——拉尔夫·派克教授说服了项目的工程师Tom Kuesel采用薄壳，因为泥土能自然形成支持。
隧道由两个通道和中间的维护/行人走廊构成。每个隧道直径17英尺（5.2）， 两条隧道之间有一条走廊，其中上半部分有维护和控制设备、一条加压的消防水管、和两条条通风管道，换气速度为300,000立方英尺每分鐘（8,500立方每分鐘）。两条通风管可以通过远程操控的、长6英尺（1.8）、高3英尺（0.91）相互连通，而通风口则位于旧金山和奥克兰。两条隧道靠着走廊的两侧都有一条宽只有2.5英尺（0.76）的步行平台，两侧墙壁上也各有56扇门，通往走廊的下半部分，从旧金山一侧编号依次递增，每扇间隔330英尺（100）。通常这些门都是被锁住的，紧急时可以用工具打开。
隧道两边的出口都有一个装置，根据设计允许隧道有6°的偏移，换言之，隧道可以沿着隧道轴前后移动4.25英寸（108），上下左右移动6.75英寸（171）。

隧道横截面顺时针方向依次是：钢制外壳、水泥内壳、通风管道和风门、逃生门

### 防震
隧道在内侧和外侧都有防震保护，共耗资330,000,000美元（相等於2024年的413,200,000美元）。
1991年，地震发生2年后，在州政府调查委员会建议下，一份研究出台。报告中指出，隧道口的防震装置“基本完好，可以抵御下一次地震”。然而，地震却使隧道可偏移的幅度减少到了1.5英寸（38）。

## 事故和问题

### 1979年1月火灾

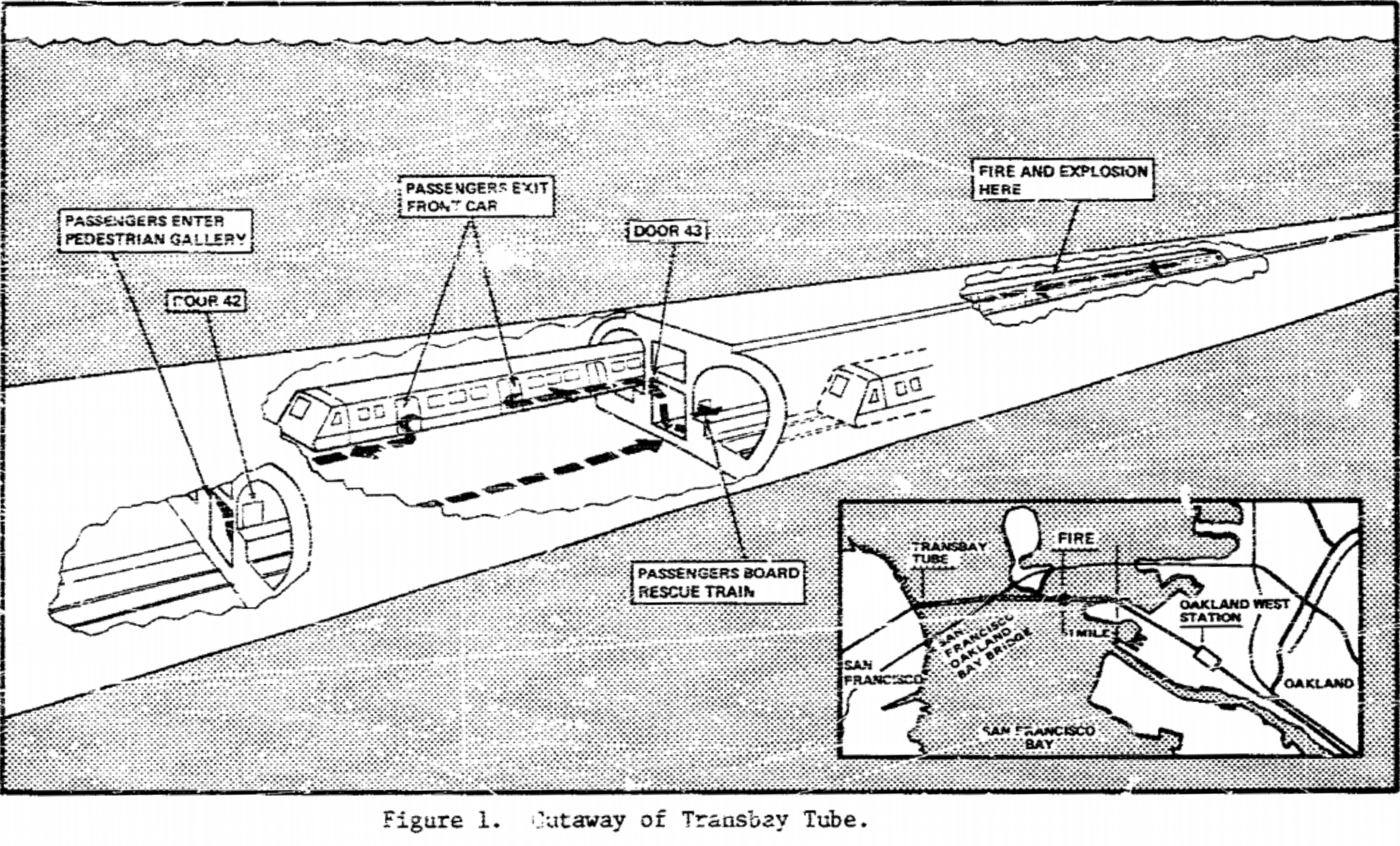
隧道截面，由NTSB提供
从左到右依次是
“行人进入逃生走廊”
“42号门”
“乘客逃出车厢”
“43号门”
“乘客登上救援列车”
“起火车厢”
小图显示了事发位置（金银岛和奥克兰之间）

1979年1月17日约18点，一辆开往旧金山方向的7节列车（编号117）在隧道内发生电气火灾。一位消防员——奥克兰消防局小队长威廉·埃利奥特，50岁——因为吸入浓烟，在救火时不幸殉职。 车上的40名乘客和2名地铁工作人员随后被另一方向的列车救起。此次灭火行动中低效的通讯和协调，促使美国消防协会(NFPA)增加运输行业的标准(NFPA 130, 固定线路运输和乘客轨道交通系统标准)。
当天早些时候，开往旧金山的363号列车在16：30，因为不明烟雾，在隧道内紧急停车。在排除故障时，驾驶员发现6节和8节车厢的防出轨条脱落，9节车厢启动了制动。随后驾驶员清理了防脱轨器的电路，解除了9节车厢的制动，并重新启动了列车。列车最后在戴利城站退出服务，作进一步检修。之后的列车都改为手动驾驶，不过很快便恢复了自动控制。其中有驾驶员报告看见363号列车遗留的零件，但是轨道没有被阻挡，依然能使用。
火灾是由117号列车第5节和6节的集电靴引起的，他们撞到了前面列车落下的零件，发生了短路并起火。列车在18：06，刚刚进入隧道后停车，驾驶员报告称，列车内出现浓烟，他无法看清隧道。控制中心随后切断第三轨供电，但不到1分钟后又恢复，希望驾驶员能断开起火的车厢，然而未能成功。排气扇在08分打开，随后第三轨在15分再次断电。列车上有一名地铁管理局的高层，协助了乘客离开事发车厢。
奥克兰市消防局接到奥克兰西站的报警后，派出了2名地铁警察和9名消防员，乘坐900号列车前往现场。900号列车最后在事发车厢200英尺（61）报告了起火车厢猛烈的火势和浓烟。在接近火场时，1名警察和7名消防员进入了逃生走廊，而其他人则因为浓烟被迫回到900号列车上。
另一边，载着千余名乘客的111号列车被扣在了旧金山一侧的內河碼頭站。在18：21，111号列车沿着东行隧道行驶，并接近起火车厢的位置。当所有117号列车的乘客都上车后，消防员搜索了起火列车，并在18：59向指挥部报了平安。虽然一些烟雾飘了过来，111号列车还是成功启动，随后疾驰至奥克兰西站，送乘客前往医院。同时更多消防员从奥克兰一侧进入隧道，赶赴火场。但由于门被锁住，加上现场浓烟滚滚，消防员没能进入东行隧道来避难。
111号列车经过的气流带倒了一些消防员，他们排成一列，开始在浓烟中，向东寻找出路。过程中，他们的防毒面具渐渐失灵，其中小队长威廉·埃利奥特无法再正常呼吸，并向队员求救。消防员再撤离火场时，又有一辆列车开来接应他们，并立即送他们会奥克兰西站，前往最近的医院。埃利奥特由于吸入过量浓烟和氰化物，不幸殉职。
火虽然没有被完全扑灭，但是还是在22：45得到了控制。次日18点，奥克兰的消防员又再次前往地铁的车辆段，阻止已经面目全非的车厢里火势的扩大。湾区地铁在因隧道停运造成的1,000,000美元（相等於2024年的4,330,000美元）亏损基础上，还花费了1,100,000美元（相等於2024年的4,770,000美元）维修隧道和加强安全措施。
随后，在同年的二月，湾区地铁管理局向旧金山和奥克兰消防局的局长提交了新的疏散方案，但是由于公共设施委员会主任理查德·葛拉威尔认为，“海底隧道的乘客应该意识到，地铁方面现在重开隧道，是不能提供有保障的服务的”，隧道在4月才恢复通行。两市消防局也批评湾区地铁方面没有让消防队充分掌握紧急情况的进展。

### 地震
作为一项预防措施，地铁的应急预案里要求，地铁在遭遇地震时应及时停车，而在海底隧道和伯克利丘隧道里的列车则应尽快前往最近的车站。随后线路会被检查，在确认安全后再恢复运营。迄今最大的1989年洛马普里塔地震发生时，一辆正在隧道内的列车被下令停车，虽然驾驶员没有感受到震动。地震使许多地区的公路被损坏，海湾大桥因为东桥的上桥面垮塌，也停用了一个月。相反，跨灣隧道被认为是安全的，仅6个小时后重开，12小时后地铁也恢复正常运营，使跨灣隧道成为当时旧金山和奥克兰之间仅有的几个交通方式。

### 行人闯入
在2012年10月和2013年8月，都发生过行人从內河碼頭站闯入隧道，逼停地铁服务的事故。在2016年12月底，又有一位行人以相同的方式闯入，并在隧道内逗留了一个小时。为了保障地铁的服务，警方一边搜寻他的下落，一边要求地铁以手动模式，低速通过隧道。

### 设备故障
由于设备开始老化，列车曾几次被滞留在隧道内。
- 2010年3月，一辆列车的车厢突然脱钩，导致列车被迫停下。[73]
- 2014年9月，两辆维护车辆在隧道内相撞，并损坏了部分轨道，导致地铁只能使用另一侧的轨道。[74]
- 2015年1月，一辆列车的制动意外启动，使列车在隧道内停下。[75]
- 2016年12月，一辆列车出现故障，在隧道内抛锚。之后列车只能以手动模式，减速通行[76]
- 2017年4月，又有一辆列车的制动意外启动，使列车停下。

### 噪音
旧金山纪事报在2010年做了一份调查，指出海底隧道是全地铁系统里噪音最大的部分，达到了100分貝，和一台电钻不相上下。噪音又因为四周的水泥墙壁，和隧道内弯曲的轨道，而非常尖锐，被形容为“女鬼的声音、尖叫的猫头鹰和《异世奇人》中失控的时光机”。2015年，地铁方面更换了6,500英尺（2,000）、润滑了3英里（4.8）的轨道，有效减少了噪音，也得到了乘客的好评。

### 海运影响
穿行在湾区的船只，在下锚的时候，可能会损坏阴极保护层的阳离子。由于阳极是从围绕着隧道的壕沟中突出来的，他们更容易受到损坏。虽然海运部门要求了船只在经过隧道附近时不能下锚，但地铁方面还是会定期检查阳离子层的情况。
2014年1月31日，由于一艘货船在早上8：45在隧道附近下锚。基于船只的位置，海岸警卫队在11：55通知了地铁管理局，认为锚离隧道非常近，隧道随后被关闭20分钟，以检查潜在的损坏。在检查过程中，两列隧道内的列车也被迫停驶，列车服务也晚点了15-20分钟。由于没有问题，隧道在12：15重新开放，并于13：00恢复正常运营。码头的引航员随后记录了锚的准确位置，在隧道西南方向1,200英尺（370）处。
2017年4月，一艘为地铁方面做保护层维护的起重机船复仇者遭在夜间遇了一场冬季风暴，随后反转并沉没，船体最后停在了隧道的外壁上，万幸没有影响隧道的通行，潜水员也在次日止住了船上泄露的柴油。

## 未来发展
为庆祝创建50周年，湾区捷运在2007年宣布了未来50年的计划。由于隧道的运力在2030年将达到饱和，管理局构想了在旧金山湾下方建造4个隧道，于现有的隧道平行，并在南部建造跨湾换乘枢纽（已初步完工），连接加州火车和计划中的加州高铁系统。计划新建的四个隧道中，两个将提供给地铁，另外两个提供给常规/高速铁路使用，最终将有六个隧道。

## 流行文化
隧道当时的施工现场曾被用作乔治·卢卡斯的《五百年后》的拍摄现场，其中片尾的垂直攀爬是在尚未完工的（水平）隧道内，将镜头旋转90°拍摄的。拍摄时，隧道还没有铺设轨道，罗伯特·杜瓦尔的角色使用裸露的钢筋当作梯子。
由泰瑞·布魯克斯的作品《沙纳拉》改编的电视剧《沙娜拉传奇》，部分镜头在湾区取景，其中主人公被要求穿过海底隧道。
游戏《死亡空間》早期也有穿过海底隧道的剧情。